# Железная сотня
«Железная сотня» (укр. Залізна сотня, англ. The Company of Heroes) — фильм украинского кинорежиссёра Олеся Янчука, снятый в 2004 году. Кинокартина создана при активной финансовой поддержке ветерана УПА Юрия Борца, по мемуарной книге которого «У вирi боротьби» (В водовороте борьбы) и снята лента. Помимо этого помощь в создании фильма оказало Министерство обороны Украины и лично Евгений Марчук, которому в титрах высказана благодарность.

## Сюжет
Западная Украина, 1944 год. Сотня бойцов УПА, возглавляемая Громенко, нападает на отряд немецких нацистов. Послевоенные годы — повстанцы в лесистых карпатских горах ведут партизанскую войну с силами МГБ и частями Войска Польского, целью которых является выселение украинцев с их исконных земель.
Повстанцы свободно заходят в сёла, где их с радостью встречает население и даёт продовольственные припасы. Украинские девушки флиртуют с молодыми бойцами и играют свадьбы. Украинские воины спасают священника церкви УГКЦ отца Шевчука. Он проводит молебны, организует празднование Пасхи под открытым небом, венчает новобрачных.
Однако ситуация меняется, когда поляки депортируют всех украинцев из Закерзонья. С другой стороны активизируется и МГБ, которое ликвидирует лесной бункер, где находились раненые бойцы. Сотня УПА вынуждена уйти из родных мест в американскую оккупационную зону в Баварии.

## В ролях
| Актёр              | Роль         |
| ------------------ | ------------ |
| Николай Боклан     | Громенко     |
| Олег Примогенов    | Сова         |
| Игорь Писный       | Чумак        |
| Алексей Зубков     | Павук        |
| Вячеслав Василюк   | Когут        |
| Дмитрий Терещук    | Миша         |
| Екатерина Кистень  | Ксеня        |
| Олеся Жураковская  | Катруся      |
| Тарас Постников    | Лагидный     |
| Тарас Жирко        | отец Кадило  |
| Иван Гаврилюк      | Рен          |
| Владимир Горянский | лектор       |
| Олег Драч          | Барц         |
| Ярослав Мука       | лекарь Шувар |
| Евгений Нищук      | Зорян        |
| Ирма Витковская    | Стефа        |
| Ирина Бардакова    | Маричка      |
| Олег Масленников   | Сверчевский  |
| Игорь Гнездилов    | киномеханик  |
| Георгий Морозюк    | селянин      |
| Ярослав Киргач     | майор НКВД   |
| Олесь Янчук        | старшина     |

## Награды
- 2004: Кинофестиваль «Бригантина» в Бердянске:
  - лучшая режиссёрская работа
  - лучшая операторская работа
  - специальный приз жюри «За сохранение национальных традиций»